# Isole Salomone ai Giochi della XXV Olimpiade
Le Isole Salomone parteciparono ai Giochi della XXV Olimpiade, svoltisi a Barcellona, Spagna, dal 25 luglio al 9 agosto 1992, con una delegazione di 1 atleta impegnati in una disciplina.